# Sam Bailey

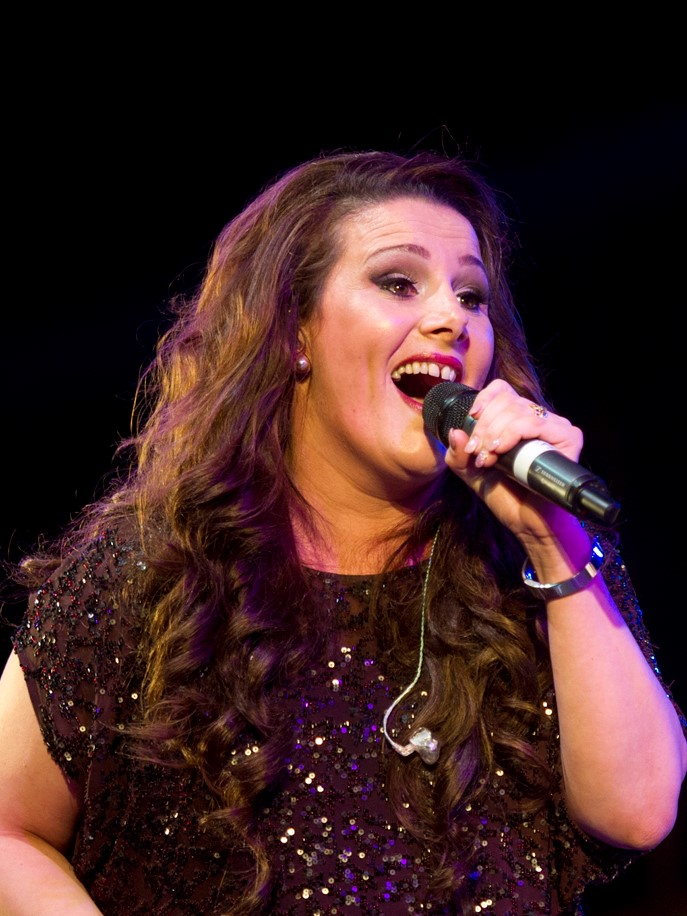
Sam Bailey

Samantha „Sam“ Bailey (* 1977 in Bexley, London) ist eine britische Popsängerin.

## Werdegang
Bailey arbeitete als Aufseherin in einem Gefängnis. Im Dezember 2013 gewann sie die zehnte Staffel der britischen Castingshow The X Factor. Ihre Debütsingle Skyscraper, eine Neuaufnahme des Hits von Demi Lovato, erreichte Platz eins der britischen Charts und war ein Weihnachts-Nummer-eins-Hit. Im März 2014 erschien ihr Debütalbum The Power of Love, das ebenfalls auf Platz eins der UK-Charts kam.

## Diskografie
Alben
- The Power of Love (2014)
- Sing My Heart Out (2016)

Singles
- Skyscraper (2013)
- Sing My Heart Out (2016)